# Orthotrichum laxum
Orthotrichum laxum là một loài rêu trong họ Orthotrichaceae. Loài này được Lewinsky-Haapasaari mô tả khoa học đầu tiên năm 1999.